# 山田顕義
山田 顕義（やまだ あきよし、旧字体：山田 顯義、天保15年10月9日〈1844年11月18日〉- 明治25年〈1892年〉11月11日）は、日本の政治家、陸軍軍人。諱は顕孝（あきたか）、のちに、顕義に改めた。通称は市之允（いちのじょう）。号に養浩斎、狂痴、韓峰山人、不抜、空斎など。別名は山田 空斎（やまだ くうさい）。陸軍中将。正二位勲一等伯爵。
明治維新期の軍人として新政府に貢献するとともに、新日本の設立者として、近代日本の法典編纂に尽力したことから法典伯の異名を持つ。日本法律学校を創立するうえで評議員の一人として特に関わり、日本大学の学祖とされる。
吉田松陰が営む松下村塾に最年少の14歳で入門、最後の門下生となる。25歳の時に戊辰戦争で討伐軍の指揮をとる。その際、西郷隆盛から「あの小わっぱ、用兵の天才でごわす」、軍才から「用兵の妙、神の如し」との名言があり「小ナポレオン」とも称された。岩倉使節団の一員としてフランスを訪問した際、ナポレオン法典と出会い、「法律は軍事に優先する」ことを確信し、以後一貫して法律の研究に没頭する。約9年間にわたり司法大臣として近代国家の骨格となる明治法典を編纂した。

## 生涯

### 誕生から松下村塾入塾まで

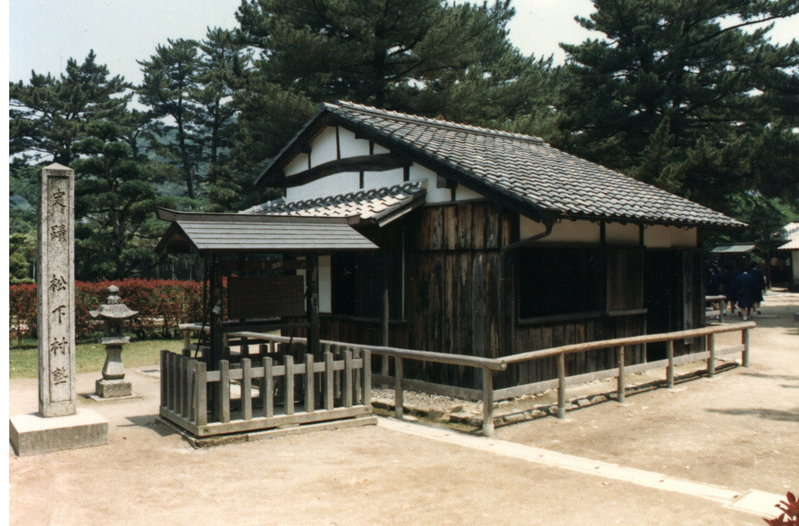
松下村塾

天保15年（1844年）10月9日、長門国阿武郡椿郷東分（現・山口県萩市）で、長州藩士である山田七兵衛顕行（村田光賢の子で山田家の養子となった山田龔之の子、大組士、禄高102石、藩海軍頭）の長男として生まれる。伯父に山田亦介、また村田家の血縁でつながる親族に村田清風（大伯父）、河上弥市（再従兄）らがいる。
兵学者・山田亦介の甥でありながら、幼少期の頃に「性質愚鈍、垂鼻頑獣（はなたれだるま）、ほとんど白痴の如し」といわれていた。
安政3年（1856年）、松本村の新山直衛塾に学ぶ。2月、伯父の亦介により、中村九郎と竹内竹叢から兵学を教授される。3月、藩校明倫館に入って師範の馬来勝平から剣術（柳生新陰流）を学び、文久2年（1862年）には柳生新陰流伝中許を得ている。安政4年（1857年）6月、松下村塾に入門した。
安政5年（1858年）、吉田松陰から「与山田生」（詩）「立志尚特異 俗流與議難 不思身後業 且偸目前安 百年一瞬耳 君子勿素餐」と立志の目標が書かれた扇面を与えられる。その内容は「立志は特異を尚（たっと）ぶ、俗流はともに議し難し、身後の業を思はず、且（か）つ 目前の安きを偸（ぬす）む、百年は一瞬のみ、君子 素餐することなかれ」である。

### 幕末期

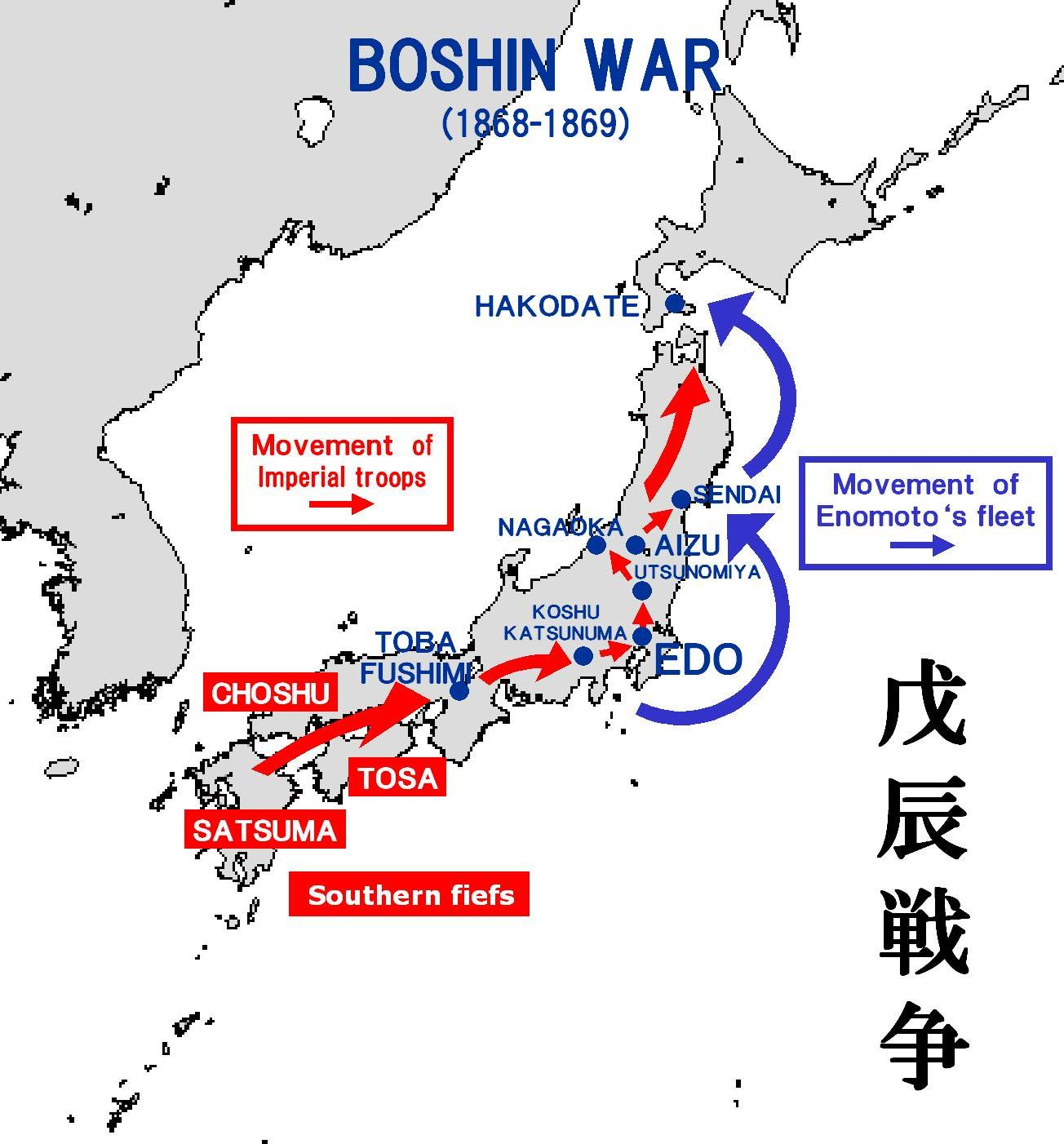
戊辰戦争の図

文久2年（1862年）秋に上洛し、藩主の世子である毛利定広の警護を務めるようになった。同年12月、高杉晋作・久坂玄瑞・志道聞多（のちの井上馨）・伊藤俊輔（のちの伊藤博文）・品川弥二郎らとともに攘夷の血判書（御楯組血判書）に名を連ねた。文久3年（1863年）3月31日、孝明天皇の攘夷祈願の賀茂神社行幸に際して、御前警護のため毛利定広に随行した。4月11日の石清水八幡宮への行幸にも同様に随行した。八月十八日の政変では長州藩兵として堺町御門の警備を担当し大砲掛となるも、公武合体派に排除され、三条実美以下7人の尊皇攘夷派公卿の長州亡命（七卿落ち）に同行した。しかし途中で兵庫から大坂経由で京都へ一旦戻り潜伏、後に長州へ帰国した。藩から遊撃隊御用掛に任命された。慶應1年（1865年）に普門寺塾で大村益次郎から西洋兵学を学んだ。後に大村の遺志を継いで、陸軍創設へ大きく貢献する。
元治元年（1864年）7月、禁門の変では山崎に布陣する久坂玄瑞・真木保臣らの陣に加わったものの長州勢は敗北し、山田も長州へ落ち延びている。8月、太田市之進・品川弥二郎らと御楯隊を創設し、軍監となって下関戦争で奮戦するも長州藩は敗北した。12月、対幕府恭順論の「俗論派」による藩支配に対する高杉晋作の決起（功山寺挙兵）に参戦し勝利を収め、俗論派を排除する。また、山田亦介が処刑され、市之允は謹慎となる。
慶応2年（1866年）、第二次長州征伐では藩海軍総督の高杉晋作から丙寅丸の砲隊長に任命され、6月に周防大島沖で幕府軍艦を奇襲攻撃。7月、御楯隊司令として芸州口に転戦、数々の勝利を収めた。7月20日に将軍・徳川家茂の死去により第二次長州征伐は休戦となった。
慶応3年（1867年）5月、御楯隊と鴻城隊を合体した整武隊の総管に就任。11月、薩摩藩から倒幕の出兵要請を受けた藩主・毛利敬親の命令で、長州藩先鋒隊の総隊長として三田尻（現山口県防府市）を出発し、全軍総督である毛利内匠の東征軍先鋒隊700人余とともに海路で京都に入った。
慶応4年（1868年）1月、戊辰戦争の発端となる鳥羽・伏見の戦いで在京長州藩兵諸隊の指揮官として、1,000余名ほどの長州藩兵を率いることとなった。新政府征討総督・仁和寺宮嘉彰親王の征討総督副参謀に命じられる。長州藩勢は、伏見口のところで京を保護、約1万の幕府軍（遊撃隊）を引き払った。その後、山田と麾下の部隊は、大坂、京の守備にあたり、4月、三田尻に凱旋した。その頃、江戸城明け渡しを果たし、上野戦争で彰義隊に勝利した新政府軍（官軍）は、会津藩を中心とする奥羽越列藩同盟諸藩との戦いに入った。東北から新潟方面で起きた北越戦争は、北陸道鎮撫総督参謀になったばかりの黒田清隆・山縣有朋が奇兵隊を率いて、5月に長岡城を占拠した。しかし、アームストロング砲、ガトリング砲、エンフィールド銃、スナイドル銃、シャープス銃（軍用カービン）で武装した長岡藩兵を主軸とする精鋭兵に手こずり、長岡軍がアームストロング砲で榴散弾を発射して、奇兵隊ら新政府軍の頭上で爆発させる戦術を用いて、多大な損害を与えた。新政府軍はやむなく守勢に置かされた。それを克服するため、山田は先年にイギリスで完成した長州藩の艦艇「第一丁卯」に乗船を命じられ、5月に薩摩艦「乾行丸」、筑前艦「大鵬丸」も同行し馬関（現下関）を出発、越後海域に向かった（山田は山縣に協力して、海軍の戦闘を助力した）。
明治元年（1868年）5月、柏崎を拠点に新政府軍は、奥羽越列藩同盟の海からの補給路を完全に遮断するために、新潟港を手中に収める必要があったため、山田は「衝背作戦」を発案し実行した。この作戦のための兵士を乗せた輸送艦が柏崎に入港した7月、越後口海軍参謀（陸軍参謀兼海陸軍参謀）に命じられる。25日、官軍は占拠した長岡城を長岡軍に奪還されるが、同日、新政府軍が阿賀野川口東にある松ヶ崎・大夫浜に上陸する。その間、同盟軍の退路を断つとともに新潟の占領に成功する。また、29日には再度長岡城を占拠することに成功した。8月末頃、山田は援軍要請のため京に赴いたが、長州藩の衰退で増援はできなかった。9月4日に米沢藩、9月10日に仙台藩、9月22日に会津藩が相次いで降伏し、他の東北諸藩もこれに続いたため、新政府軍の戦略計画は変更になった。幕府海軍副総裁・榎本武揚は、指揮下の艦隊を率いて江戸を脱出、会津藩などの残存兵を吸収して、10月に蝦夷地に上陸する。榎本軍は新政府（箱館府）が置かれていた五稜郭を占拠した。新政府は、榎本軍と対戦するため青森に兵力を集めた。11月、青森口陸軍参謀（海軍参謀含）に命じられる。榎本軍・旧幕臣・同盟軍は蝦夷島政府（蝦夷共和国）を樹立して、新政府からの独立を試みた。明治2年（1869年）4月、新政府軍は箱館攻撃を開始、輸送艦3隻（1隻に1,500名ほど）に乗り青森を出発し、江差北方の乙部村に上陸する。五稜郭の戦いで勝利し、戊辰戦争は終結した。

### 明治維新

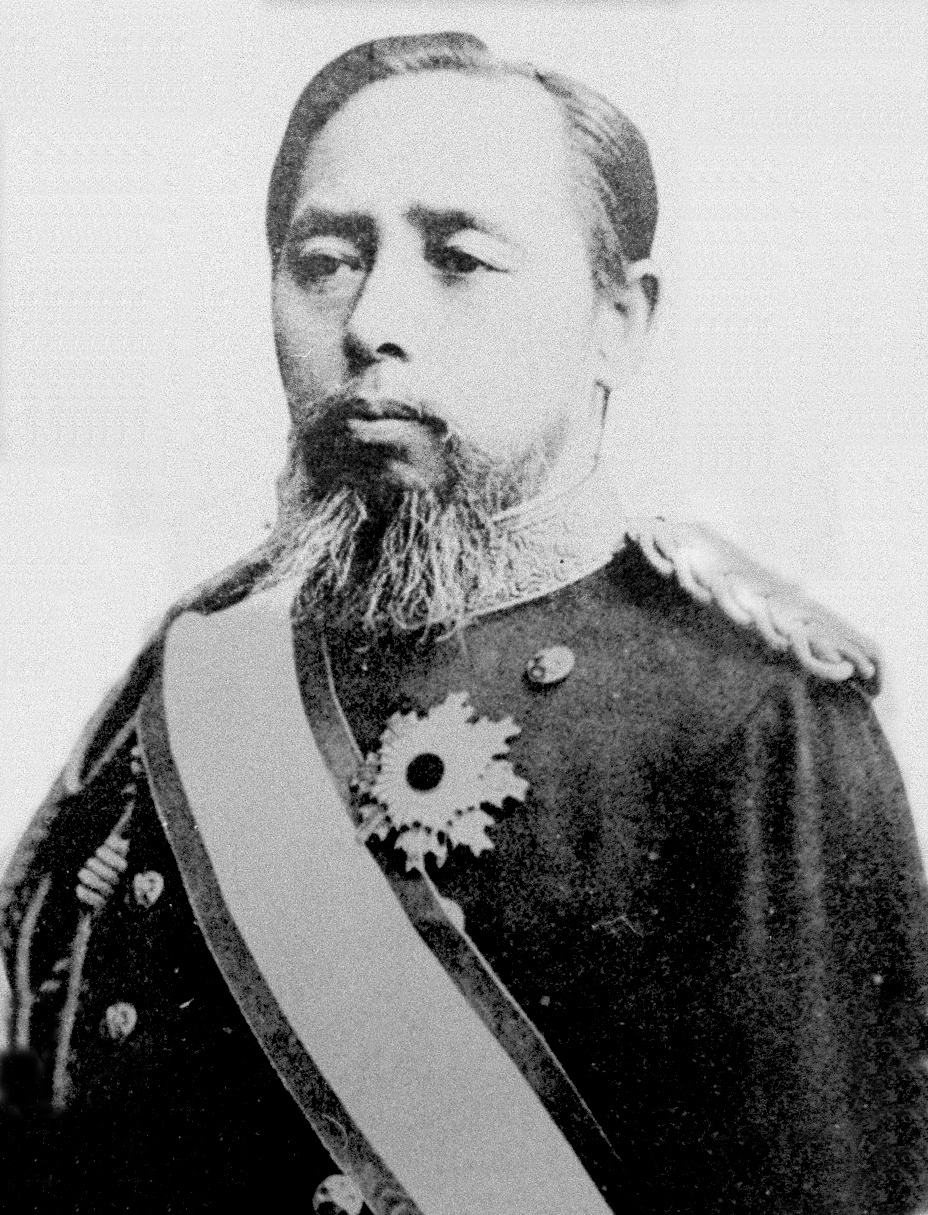
軍服姿の山田顕義

明治2年（1869年）6月、宮中において黒田清隆らとともに明治天皇に謁見、戦功を賞される。陸海軍参謀の任を解かれ、新官制（太政官制）施行による兵部大丞に就任、長州藩少参事兼任を命ぜられる。同年8月、山口凱旋。顕義と改名する。同9月、維新の軍功により新政府から永世600石の禄を下賜されるが、大村益次郎の暗殺未遂により、藩命で急ぎ上京する。病床の大村より日本近代軍制の創設について指示を受け、11月には兵部少輔久我通久と連署で、結局大村は死去するが、その遺策をまとめた『兵部省軍務ノ大綱』を太政官に提出した。以後, 大阪を中心とした兵部省確立に尽力する。同じ長州出身の前原一誠らと共に国軍の建設を進めようとしたが、省内の統制がとれず仕事は停滞する。国軍の建設が進展をみせたのは、欧州視察から帰国した山縣有朋が兵部少輔（国防次官補）に、西郷従道が権大丞（局長の次）に就いてからであった。
明治3年（1870年）、亡き大村の計画に従い、大坂城跡に設置された大坂兵部省出張所と東京の本省とを往復する日々を過ごす。5月頃から畿内限定の徴兵制（辛未徴兵）施行の政府有力者への働きかけを開始する。これも大村の計画によるものであった。9月には普仏戦争の観戦を強く希望するが、川村純義ら他の兵部省員らも希望したため、省務の停滞を危惧した大久保利通らの指示により許可されなかった。この年、井上馨の養女で湯田温泉瓦屋の鹿島屋喜右衛門の長女龍子と結婚する。
明治4年（1871年）1月、大坂にて辛未徴兵を開始するも、5月には事実上延期となる。
これは徴兵の質、および指導士官や施設の不足などの根本的な問題のためだった。7月、陸軍少将に任命された。
幕末に欧米諸国との不平等な条約を改正することが、新政府の重要課題で、欧米と対等な交渉をするためにも、日本は近代法の整備が急務となった。
同年11月、岩倉使節団に軍事制度調査のため、兵部省理事官として随行する。サンフランシスコ、ソルトレイクシティ、シカゴを経由し、ワシントンD.C.に到着。明治5年2月（1872年3月）、岩倉らと別れて原田一道ら兵部省一行とともにフィラデルフィアの海軍施設などを見学後、渡仏。パリを中心に、ベルリン、オランダ、ベルギー、ローザンヌ、ブルガリア、ロシアなど欧州各国で軍制を調査する。ウィーン万国博覧会にも立ち寄り、明治6年（1873年）5月、マルセイユ港から帰途に着く。

### 欧米視察後
明治6年（1873年）6月、岩倉使節団の一員として欧米視察から帰国する。9月、「兵は凶器なり」と指摘した上申書（理事官功程）提出、自身が遊学中に施行された徴兵令の延期を求めた。7月、東京鎮台司令長官に任命されるが、11月には同職を解かれ清国特命全権公使に任命される。山田本人に渡清の意思はなく、木戸孝允も大久保利通に対して同職の解任の働きかけをしている。しかし、清国駐在に至る前の明治7年（1874年）2月に佐賀の乱が勃発したため、同職を解かれ、士族反乱鎮圧のために九州へ出張した。士族反乱は翌3月に平定し、7月に乱を治めた戦功を賞され、一方で伊藤博文らの説得により、現役陸軍少将のまま司法大輔（次官）の職に就任した。以後、日本の近代法の整備に務めるが、帰国以来、山縣有朋との徴兵令施行などの意見衝突によって対立していた山田は、陸軍少将の肩書きのみで陸軍に実質的な地位はなく、政府内で微妙な立場であったため、方向転換せざるを得なかった。
明治8年（1875年）9月、刑法編纂委員長に就任する。明治10年（1877年）3月、西南戦争勃発により、司法大輔を辞職する覚悟で単身京都に出張し、鎮圧出征を懇願する。木戸孝允らの協力の末、別働第二旅団長として出征を命ぜられる。同年9月、西南戦争が終結し、11月に戦功によって勲二等を賜る。明治11年（1878年）2月、刑法草案審査委員として旧刑法（明治13年公布）および治罪法（明治13年公布、のちの刑事訴訟法）の編纂に従事する。
同年11月、陸軍中将に任ぜられる。明治12年（1879年）7月、長男・山田金吉が誕生する。9月、参議兼工部卿に任ぜられる。11月、工部大学校第1回卒業式で、卒業生一人一人に証書を手渡す。明治13年（1880年）2月、専任参議に任ぜられる。3月、長男・金吉が死亡する。明治14年（1881年）10月、参議兼内務卿に就任する。明治16年（1883年）4月、東京府の都度重なるコレラの流行などを受け、衛生上の理由から東京府知事芳川顕正に対し、「水道溝渠等改良の儀」を示達、神田下水着工の端緒を開く。
同年12月、内務卿を辞任し、司法卿兼参議に就任する。以降、法典編纂事業を主導する。裁判官の資格制度を整理し、判事登用規則を実現させることで無資格の縁故採用を廃止し、法学教育を受けた人材を採用する法制が具体化された。明治17年（1884年）、勲功により伯爵を叙爵。

### 憲法私案「私擬憲法」を提出
明治14年（1881年）の8月から9月頃に、山田独自の憲法草案である「憲法私案」を左大臣・有栖川宮熾仁親王に提出、さらに改定したものを右大臣・岩倉具視に提出した。同時期には、菊池虎太郎・黒崎大四郎・伊藤東太郎らの「大日本帝国憲法草案」、山縣有朋の命により西周が起草した「憲法草案」などがある。
しかし、それら以前からいくつもの独自の私擬憲法が挙げられていた。代表的なものに、明治3年（1870年）大木民平の「建国法意見書」や江藤新平の「国法会議案」、明治5年（1872年）木戸孝允の命により青木周蔵が起草した「帝号大日本政典」や民撰議院「仮規則及議事上院略規」、明治10年（1877年）元老院「日本国憲案」、明治13年（1880年）「国憲草案」及び筑前共愛公衆会による「大日本帝国憲法見込書草案」や元田永孚の「国憲大綱」などがある。
当時の伊藤渡欧決定については不明瞭な部分が多く、参議の中で少なくとも、佐佐木高行、大木喬任、山田顕義は伊藤の憲法調査に懐疑的ないし反対だったといわれる。また、右大臣の岩倉具視も当初極めて消極的だった。そのような中で伊藤渡欧が実現したのは、井上馨の陰からの働きかけがあったものと考えられている。佐佐木の記録によれば、同年11月23日に大木喬任、福岡孝弟は、井上の官宅に呼ばれ、井上からその了解を求められたという。
伊藤の欧米視察後、井上毅、伊東巳代治、金子堅太郎らは憲法起草に参画し、明治22年（1889年）2月11日に大日本帝国憲法（明治憲法）公布に至ったが、日本の憲法制定に大きく携わったルドルフ・フォン・グナイスト、ローレンツ・フォン・シュタインの言及に「その頭脳の中には黄色人には憲法は不適当なり、寧ろ生意気なる所業なりとの観念を有したるが如し」との言葉がある、明治15年（1882年）に当人について学んだ伊東の意見である。

### 司法大臣として

日本大学法学部の山田胸像

明治18年（1885年）12月に内閣制度が発足し、第1次伊藤内閣で初代司法大臣に就任する。明治20年（1887年）、大日本私立衛生会会頭に就任し、10月には外務省が一時所管した法律取調委員会を再び司法省に戻した法律取調委員会の委員長に就任する。民法はフランス人のボアソナードが、商法はドイツ人のロエスレルが原案の起草にあたり、法律取調委員会では民法・商法・民事訴訟法、裁判所構成法などの草案が審議され、山田が議事を整理するほど事業に明け暮れた。しかし民法商法の草案に矛盾抵触があることを認識しながら、外国人起草委員に対する遠慮から、民法から保険法を削除した以外はほとんど放置して法典促成を急ぎすぎたことで法典論争の原因を作った。
明治21年（1888年）4月、引き続き黒田内閣の司法大臣に留任する。12月に民法、商法の各法案を黒田首相および内閣に提出した。
司法大臣として法典整備を進めるなかで、日本の人種・習慣・風俗・言語など国家成立の要因、すなわち国体を明らかにするため、その基礎となる国典の研究の重要性を認識したことにより、明治22年（1889年）1月、皇典講究所所長に就任した上で同所の改革を推し進めた。10月4日、同所内に日本古来の法と外国の法を研究する教育機関として、日本大学法学部の前身である日本法律学校を創設した。12月、引き続き第1次山縣内閣の司法大臣に留任する。
明治23年（1890年）4月、民法中の財産編・財産取得編・債権担保編・証拠編、民事訴訟が公布される。7月、皇典講究所内に国文、国史、国法を研究する教育機関として國學院が創設。貴族院議員に互選される。10月、民法人事編・財産取得編中贈与・遺贈・夫婦・財産契約公布。12月、商法施行延期の責任をとって2度にわたり司法大臣の辞表を提出するが、慰留される。この年、裁判所で用いる法服の作成を東京帝国大学教授・黒川真頼へ依頼して考案された。
明治24年（1891年）2月、司法大臣に復職する。5月、第1次松方内閣の司法大臣に留任する。直後にロシア帝国の皇太子ニコライ（後のニコライ2世）が襲われて負傷する大津事件が発生し、犯人・津田三蔵への死刑適用に奔走した。6月、病気療養を理由に司法大臣を辞任する。以後、翌年まで三崎の別荘などで療養と謹慎の生活を送る。
明治25年（1892年）、議会の延期法可決により民法の延期、商法の施行の再延期が決定した。

### 晩年
明治25年（1892年）1月、枢密顧問官に就任する。同年11月、但馬（兵庫県北部）にて幕末の生野の変に敗れ21歳で自刃した再従兄の河上弥市（変名：南八郎、奇兵隊第2代総監）の最期の地に建立された碑に参拝した後、生野銀山を視察中に卒倒し、そのまま立つことができず薨去。享年49。正二位。勲一等旭日桐花大綬章。法名は顕忠院殿釈義宣空斎大居士。

## 死後

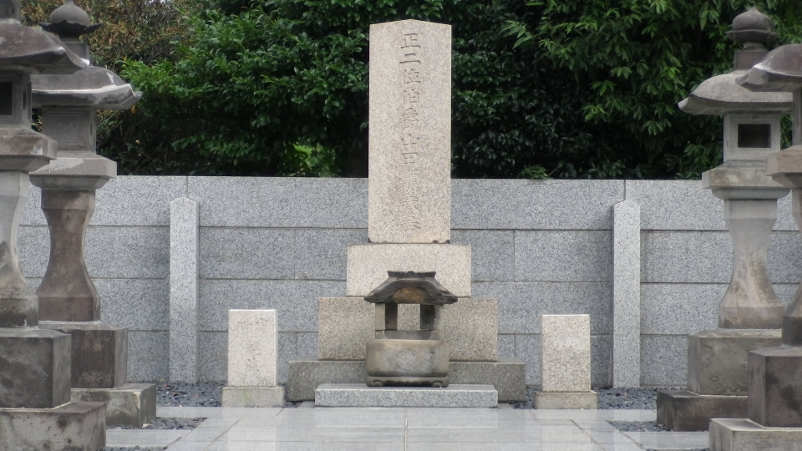
山田顕義の墓

葬儀は母・鶴子により仏葬で営まれたが、本人は生前から神葬を希望していた。それを汲んでか、皇典講究所の有志によって「皇典講究所葬」として神式の葬送も行われた。墓所は東京都文京区大塚の護国寺（日本大学豊山中学校・高等学校所在地）にある。
昭和54年（1979年）、日本大学が建学90周年を記念し山口県萩市の誕生地に「顕義園」が設けられた。園内には「山田顕義先生之像」などが設けられている。

## 経歴
※日付は明治5年までは旧暦。
- 安政3年（1856年）3月、長州藩校・明倫館に入校。
- 安政4年（1857年）、松下村塾に入塾。
- 文久2年（1862年）12月5日、上洛。
- 元治元年（1864年）
  - 1月28日、高杉晋作とともに脱藩し、大坂に移動。
  - 2月、江戸に移動。
  - 7月19日、上洛し、禁門の変に参戦。
- 慶応3年（1867年）5月27日、長州藩整武隊総督に就任。
- 慶応4年（1868年）
  - 1月4日、維新政府の軍事副参謀に就任。
  - 4月27日、丁卯丸に乗船し同船の司令となる。
  - 7月21日、海軍参謀に異動。
  - 11月9日、陸奥青森口陸軍参謀に異動。
- 明治2年（1869年）
  - 4月4日、海軍参謀を兼帯。
  - 6月12日、陸軍海軍両軍参謀を罷免。
  - 7月8日、兵部大丞（明治4年（1871年）7月28日まで在任）
  - このころ、五位叙位か。
- 明治4年（1871年）
  - 7月28日、陸軍少将を兼帯
  - 10月22日、岩倉遣米欧使節団の兵部省理事官として随行（明治6年（1873年）6月まで在任）
- 明治6年（1873年）
  - 6月24日、帰国。
  - 7月7日、東京鎮台司令長官（1873年11月まで在任）
  - 11月24日、清国特命全権公使（明治7年（1874年）7月2日まで在任。但し、着任せず）。このころ従四位昇叙か。
- 明治7年（1874年）
  - 2月9日、西海鎮台司令長官に異動。
  - 7月5日、司法大輔に異動。（陸軍少将を兼帯。司法大輔は明治12年（1879年）9月10日まで在任）
- 明治8年（1875年）
  - 9月8日、司法編纂委員長を兼帯。
  - 11月9日、勲二等旭日重光章を受章。
- 明治10年（1877年）
  - 3月28日、別働第二旅団司令長官を兼帯。（西南戦争）
  - 4月18日、別働第二旅団司令長官から別働旅団総轄に異動。
- 明治11年（1878年）
  - 2月27日、刑法草案審査委員を兼帯。
  - 3月5日、議定官を兼帯。
  - 11月20日、陸軍中将に転任し司法大輔・議定官従前通り兼帯。
- 明治12年（1879年）
  - 9月10日、参議に異動し、工部卿を兼帯（工部卿は、明治13年（1880年）2月28日まで兼帯。参議は、明治18年（1885年）12月22日まで在任）。議定官は従前通り兼帯。
  - 11月1日、勲一等旭日大綬章を受章。
  - 11月15日、正四位に昇叙。
- 明治14年（1881年）
  - 8月23日、皇典講究所設立に関与。
  - 9月、皇典講究所賛襄に推挙。
  - 10月21日、内務卿を兼帯（明治16年（1883年）12月12日まで兼帯）
- 明治16年（1883年）12月22日、内務卿の兼帯を解き、司法卿を兼帯（明治18年（1885年）12月22日まで兼帯）
- 明治17年（1884年）
  - 7月7日、伯爵を授爵。
  - 12月27日、従三位に昇叙。
- 明治18年（1885年）12月22日、司法大臣就任（第1次伊藤内閣。明治21年（1888年）4月30日まで在任）
- 明治20年（1887年）
  - 10月21日、法律取調委員会委員長を兼帯。
  - 月日不詳、大日本私立衛生会（財団法人日本公衆衛生協会の前身）会頭を兼帯（明治25年（1892年）11月11日まで兼帯）
- 明治21年（1888年）
  - 4月30日、司法大臣就任（黒田内閣。明治22年（1889年）10月24日まで在任）
  - 12月25日、予備役編入。
- 明治22年（1889年）
  - 1月10日、皇典講究所所長を兼帯（明治25年（1892年）まで在任）
  - 8月17日、現行法律規則調査委員長を兼帯。
  - 10月4日、日本法律学校（日本大学の前身）を設立し、同校の評議員を兼帯。
  - 12月24日、司法大臣就任（第1次山縣内閣。明治23年（1890年）12月25日まで在任。病により山縣首相に辞表を提出するも保留扱いとなる）
- 明治23年（1890年）
  - 7月10日、伯爵議員を兼帯（明治25年（1892年）4月1日[32]まで兼帯）
  - 10月23日現在、従二位（叙位の年月日は不詳）。
  - 11月22日、設立に関与した國學院（國學院大學の前身）開院。
- 明治24年（1891年）
  - 2月8日、司法大臣就任（第1次山縣内閣。4月9日まで在任）
  - 4月7日、正二位に昇叙。
  - 5月5日、法律取調委員会委員長を免ず。
  - 5月6日、司法大臣就任（第1次松方内閣。6月1日まで在任）
- 明治25年（1892年）
  - 1月28日、枢密顧問官就任（同年11月11日まで在任）
  - 11月14日、贈勲一等旭日桐花大綬章。

※参考：日本大学編『山田顕義傳』（1963年、非売品）

## 栄典
- 明治3年3月14日（1870年4月14日）- 従五位[33]
- 1873年（明治6年）6月25日 - 正五位[33]
- 1874年（明治7年）11月5日 - 従四位[33]
- 1879年（明治12年）12月15日 - 正四位[33]
- 1884年（明治17年）12月27日 - 従三位[33][34]
- 1886年（明治19年）10月19日 - 従二位[33][35]
- 1891年（明治24年）4月7日 - 正二位[33]

爵位
- 1884年（明治17年）7月7日 - 伯爵[33][36]

勲章等
| 受章年                     | 略綬 | 勲章名                   | 備考 |
| -------------------------- | ---- | ------------------------ | ---- |
| 1877年（明治10年）11月9日  |      | 勲二等旭日重光章         |      |
| 1879年（明治12年）11月1日  |      | 勲一等旭日大綬章         |      |
| 1888年（明治21年）11月6日  |      | 銀製黄綬褒章             |      |
| 1889年（明治22年）11月25日 |      | 大日本帝国憲法発布記念章 |      |
| 1892年（明治25年）11月14日 |      | 勲一等旭日桐花大綬章     |      |

外国勲章佩用允許
| 受章年                    | 国籍         | 略綬 | 勲章名         | 備考 |
| ------------------------- | ------------ | ---- | -------------- | ---- |
| 1891年（明治24年）6月24日 | イタリア王国 |      | 王冠第一等勲章 |      |

## 親族
1870年（明治3年）に鹿島屋喜右衛門の長女（井上馨の養女）龍子と結婚し、1男1女をもうけた。
- 長男 金吉（1879年 - 1880年）
- 長女 梅子（1886年 - 1912年）

金吉の夭折後、顕義の実弟・河上繁栄（1847年 - 1906年）の息子の久雄（1871年 - 1897年）が選定相続人となり、1892年（明治25年）の顕義の死後に伯爵位を継ぐが、若くして死去した。繁栄は、再従姉妹にあたる河上弥市の妹・梅子と結婚して河上家を継いでいたが、久雄の死後に山田家へ戻って自ら跡を継ぎ、3代伯爵となる。
繁栄の跡は、会津松平家より松平容保の三男・英夫（1875年 - 1945年）を、顕義の長女の梅子（顕義死後、龍子が養育）の婿に取って継がせた。英夫は陸軍歩兵中佐に進み、病のため現役を離れ、貴族院議員を務めた。英夫の長男・顕貞（5代伯爵）は日本大学法学部教授を務めた。英夫の次男・貞夫はインパール作戦に参加し戦死した陸軍大尉である。顕貞の姉・千代子は薩摩治郎八の最初の妻である。英夫は後妻の宣子（柳沢光邦の娘）との間にも一女・緑をもうけている。顕貞の息子・顕喜は日本大学芸術学部映画学科で教授を務めている。
| 村田光賢 | 村田光賢 | 村田光賢 | 村田光賢 | 村田光賢 | 村田光賢 |  |  | 村田清風                  | 村田清風                  | 村田清風                  | 村田清風                  | 村田清風                  | 村田清風                  |  |  |                           |                           |                           |                           |                           |                           |  |  |                     |             |             |             |             |             |  |  |             |             |             |             |             |             |  |  | 薩摩治郎八  | 薩摩治郎八  | 薩摩治郎八  | 薩摩治郎八  | 薩摩治郎八  | 薩摩治郎八  |  |  |          |          |          |          |          |          |  |  |
| 村田光賢 | 村田光賢 | 村田光賢 | 村田光賢 | 村田光賢 | 村田光賢 |  |  | 村田清風                  | 村田清風                  | 村田清風                  | 村田清風                  | 村田清風                  | 村田清風                  |  |  |                           |                           |                           |                           |                           |                           |  |  |                     |             |             |             |             |             |  |  |             |             |             |             |             |             |  |  | 薩摩治郎八  | 薩摩治郎八  | 薩摩治郎八  | 薩摩治郎八  | 薩摩治郎八  | 薩摩治郎八  |  |  |          |          |          |          |          |          |  |  |
|          |          |          |          |          |          |  |  |                           |                           |                           |                           |                           |                           |  |  |                           |                           |                           |                           |                           |                           |  |  |                     |             |             |             |             |             |  |  |             |             |             |             |             |             |  |  |             |             |             |             |             |             |  |  |          |          |          |          |          |          |  |  |
|          |          |          |          |          |          |  |  |                           |                           |                           |                           |                           |                           |  |  |                           |                           |                           |                           |                           |                           |  |  | 山田顕義[1]         | 山田顕義[1] | 山田顕義[1] | 山田顕義[1] | 山田顕義[1] | 山田顕義[1] |  |  | 山田金吉    | 山田金吉    | 山田金吉    | 山田金吉    | 山田金吉    | 山田金吉    |  |  | 千代子      | 千代子      | 千代子      | 千代子      | 千代子      | 千代子      |  |  |          |          |          |          |          |          |  |  |
|          |          |          |          |          |          |  |  |                           |                           |                           |                           |                           |                           |  |  |                           |                           |                           |                           |                           |                           |  |  | 山田顕義[1]         | 山田顕義[1] | 山田顕義[1] | 山田顕義[1] | 山田顕義[1] | 山田顕義[1] |  |  | 山田金吉    | 山田金吉    | 山田金吉    | 山田金吉    | 山田金吉    | 山田金吉    |  |  | 千代子      | 千代子      | 千代子      | 千代子      | 千代子      | 千代子      |  |  |          |          |          |          |          |          |  |  |
|          |          |          |          |          |          |  |  | 山田龔之 （山田家を継ぐ） | 山田龔之 （山田家を継ぐ） | 山田龔之 （山田家を継ぐ） | 山田龔之 （山田家を継ぐ） | 山田龔之 （山田家を継ぐ） | 山田龔之 （山田家を継ぐ） |  |  | 山田亦介                  | 山田亦介                  | 山田亦介                  | 山田亦介                  | 山田亦介                  | 山田亦介                  |  |  |                     |             |             |             |             |             |  |  | 鍋島直庸    | 鍋島直庸    | 鍋島直庸    | 鍋島直庸    | 鍋島直庸    | 鍋島直庸    |  |  | 福子        | 福子        | 福子        | 福子        | 福子        | 福子        |  |  |          |          |          |          |          |          |  |  |
|          |          |          |          |          |          |  |  | 山田龔之 （山田家を継ぐ） | 山田龔之 （山田家を継ぐ） | 山田龔之 （山田家を継ぐ） | 山田龔之 （山田家を継ぐ） | 山田龔之 （山田家を継ぐ） | 山田龔之 （山田家を継ぐ） |  |  | 山田亦介                  | 山田亦介                  | 山田亦介                  | 山田亦介                  | 山田亦介                  | 山田亦介                  |  |  |                     |             |             |             |             |             |  |  | 鍋島直庸    | 鍋島直庸    | 鍋島直庸    | 鍋島直庸    | 鍋島直庸    | 鍋島直庸    |  |  | 福子        | 福子        | 福子        | 福子        | 福子        | 福子        |  |  |          |          |          |          |          |          |  |  |
|          |          |          |          |          |          |  |  |                           |                           |                           |                           |                           |                           |  |  |                           |                           |                           |                           |                           |                           |  |  | 龍子                | 龍子        | 龍子        | 龍子        | 龍子        | 龍子        |  |  | 梅子        | 梅子        | 梅子        | 梅子        | 梅子        | 梅子        |  |  |             |             |             |             |             |             |  |  | 山田顕喜 | 山田顕喜 | 山田顕喜 | 山田顕喜 | 山田顕喜 | 山田顕喜 |  |  |
|          |          |          |          |          |          |  |  |                           |                           |                           |                           |                           |                           |  |  |                           |                           |                           |                           |                           |                           |  |  | 龍子                | 龍子        | 龍子        | 龍子        | 龍子        | 龍子        |  |  | 梅子        | 梅子        | 梅子        | 梅子        | 梅子        | 梅子        |  |  |             |             |             |             |             |             |  |  | 山田顕喜 | 山田顕喜 | 山田顕喜 | 山田顕喜 | 山田顕喜 | 山田顕喜 |  |  |
|          |          |          |          |          |          |  |  |                           |                           |                           |                           |                           |                           |  |  | 山田顕行                  | 山田顕行                  | 山田顕行                  | 山田顕行                  | 山田顕行                  | 山田顕行                  |  |  |                     |             |             |             |             |             |  |  |             |             |             |             |             |             |  |  | 山田顕貞[5] | 山田顕貞[5] | 山田顕貞[5] | 山田顕貞[5] | 山田顕貞[5] | 山田顕貞[5] |  |  |          |          |          |          |          |          |  |  |
|          |          |          |          |          |          |  |  |                           |                           |                           |                           |                           |                           |  |  | 山田顕行                  | 山田顕行                  | 山田顕行                  | 山田顕行                  | 山田顕行                  | 山田顕行                  |  |  |                     |             |             |             |             |             |  |  |             |             |             |             |             |             |  |  | 山田顕貞[5] | 山田顕貞[5] | 山田顕貞[5] | 山田顕貞[5] | 山田顕貞[5] | 山田顕貞[5] |  |  |          |          |          |          |          |          |  |  |
|          |          |          |          |          |          |  |  |                           |                           |                           |                           |                           |                           |  |  |                           |                           |                           |                           |                           |                           |  |  | 松平容保            | 松平容保    | 松平容保    | 松平容保    | 松平容保    | 松平容保    |  |  | 山田英夫[4] | 山田英夫[4] | 山田英夫[4] | 山田英夫[4] | 山田英夫[4] | 山田英夫[4] |  |  | 山田貞夫    | 山田貞夫    | 山田貞夫    | 山田貞夫    | 山田貞夫    | 山田貞夫    |  |  |          |          |          |          |          |          |  |  |
|          |          |          |          |          |          |  |  |                           |                           |                           |                           |                           |                           |  |  |                           |                           |                           |                           |                           |                           |  |  | 松平容保            | 松平容保    | 松平容保    | 松平容保    | 松平容保    | 松平容保    |  |  | 山田英夫[4] | 山田英夫[4] | 山田英夫[4] | 山田英夫[4] | 山田英夫[4] | 山田英夫[4] |  |  | 山田貞夫    | 山田貞夫    | 山田貞夫    | 山田貞夫    | 山田貞夫    | 山田貞夫    |  |  |          |          |          |          |          |          |  |  |
|          |          |          |          |          |          |  |  |                           |                           |                           |                           |                           |                           |  |  |                           |                           |                           |                           |                           |                           |  |  |                     |             |             |             |             |             |  |  |             |             |             |             |             |             |  |  | 緑          |             |             |             |             |             |  |  |          |          |          |          |          |          |  |  |
|          |          |          |          |          |          |  |  |                           |                           |                           |                           |                           |                           |  |  |                           |                           |                           |                           |                           |                           |  |  |                     |             |             |             |             |             |  |  |             |             |             |             |             |             |  |  |             |             |             |             |             |             |  |  |          |          |          |          |          |          |  |  |
|          |          |          |          |          |          |  |  |                           |                           |                           |                           |                           |                           |  |  |                           |                           |                           |                           |                           |                           |  |  | 柳沢光邦            | 柳沢光邦    | 柳沢光邦    | 柳沢光邦    | 柳沢光邦    | 柳沢光邦    |  |  | 宣子        | 宣子        | 宣子        | 宣子        | 宣子        | 宣子        |  |  |             |             |             |             |             |             |  |  |          |          |          |          |          |          |  |  |
|          |          |          |          |          |          |  |  |                           |                           |                           |                           |                           |                           |  |  |                           |                           |                           |                           |                           |                           |  |  | 柳沢光邦            | 柳沢光邦    | 柳沢光邦    | 柳沢光邦    | 柳沢光邦    | 柳沢光邦    |  |  | 宣子        | 宣子        | 宣子        | 宣子        | 宣子        | 宣子        |  |  |             |             |             |             |             |             |  |  |          |          |          |          |          |          |  |  |
|          |          |          |          |          |          |  |  |                           |                           |                           |                           |                           |                           |  |  |                           |                           |                           |                           |                           |                           |  |  |                     |             |             |             |             |             |  |  |             |             |             |             |             |             |  |  | 三井高孟    |             |             |             |             |             |  |  |          |          |          |          |          |          |  |  |
|          |          |          |          |          |          |  |  |                           |                           |                           |                           |                           |                           |  |  |                           |                           |                           |                           |                           |                           |  |  | 山田（河上）繁栄[3] |             |             |             |             |             |  |  |             |             |             |             |             |             |  |  |             |             |             |             |             |             |  |  |          |          |          |          |          |          |  |  |
|          |          |          |          |          |          |  |  |                           |                           |                           |                           |                           |                           |  |  |                           |                           |                           |                           |                           |                           |  |  |                     |             |             |             |             |             |  |  |             |             |             |             |             |             |  |  |             |             |             |             |             |             |  |  |          |          |          |          |          |          |  |  |
|          |          |          |          |          |          |  |  | 秀                        | 秀                        | 秀                        | 秀                        | 秀                        | 秀                        |  |  |                           |                           |                           |                           |                           |                           |  |  |                     |             |             |             |             |             |  |  | 山田久雄[2] | 山田久雄[2] | 山田久雄[2] | 山田久雄[2] | 山田久雄[2] | 山田久雄[2] |  |  |             |             |             |             |             |             |  |  |          |          |          |          |          |          |  |  |
|          |          |          |          |          |          |  |  | 秀                        | 秀                        | 秀                        | 秀                        | 秀                        | 秀                        |  |  |                           |                           |                           |                           |                           |                           |  |  |                     |             |             |             |             |             |  |  | 山田久雄[2] | 山田久雄[2] | 山田久雄[2] | 山田久雄[2] | 山田久雄[2] | 山田久雄[2] |  |  |             |             |             |             |             |             |  |  |          |          |          |          |          |          |  |  |
|          |          |          |          |          |          |  |  |                           |                           |                           |                           |                           |                           |  |  | 川上繁完 （川上家を継ぐ） | 川上繁完 （川上家を継ぐ） | 川上繁完 （川上家を継ぐ） | 川上繁完 （川上家を継ぐ） | 川上繁完 （川上家を継ぐ） | 川上繁完 （川上家を継ぐ） |  |  | 梅子                | 梅子        | 梅子        | 梅子        | 梅子        | 梅子        |  |  |             |             |             |             |             |             |  |  |             |             |             |             |             |             |  |  |          |          |          |          |          |          |  |  |
|          |          |          |          |          |          |  |  |                           |                           |                           |                           |                           |                           |  |  | 川上繁完 （川上家を継ぐ） | 川上繁完 （川上家を継ぐ） | 川上繁完 （川上家を継ぐ） | 川上繁完 （川上家を継ぐ） | 川上繁完 （川上家を継ぐ） | 川上繁完 （川上家を継ぐ） |  |  | 梅子                | 梅子        | 梅子        | 梅子        | 梅子        | 梅子        |  |  |             |             |             |             |             |             |  |  |             |             |             |             |             |             |  |  |          |          |          |          |          |          |  |  |
|          |          |          |          |          |          |  |  | 八谷通聰                  | 八谷通聰                  | 八谷通聰                  | 八谷通聰                  | 八谷通聰                  | 八谷通聰                  |  |  |                           |                           |                           |                           |                           |                           |  |  | 河上弥市            | 河上弥市    | 河上弥市    | 河上弥市    | 河上弥市    | 河上弥市    |  |  |             |             |             |             |             |             |  |  |             |             |             |             |             |             |  |  |          |          |          |          |          |          |  |  |
|          |          |          |          |          |          |  |  | 八谷通聰                  | 八谷通聰                  | 八谷通聰                  | 八谷通聰                  | 八谷通聰                  | 八谷通聰                  |  |  |                           |                           |                           |                           |                           |                           |  |  | 河上弥市            | 河上弥市    | 河上弥市    | 河上弥市    | 河上弥市    | 河上弥市    |  |  |             |             |             |             |             |             |  |  |             |             |             |             |             |             |  |  |          |          |          |          |          |          |  |  |

## 山田顕義が残した言葉

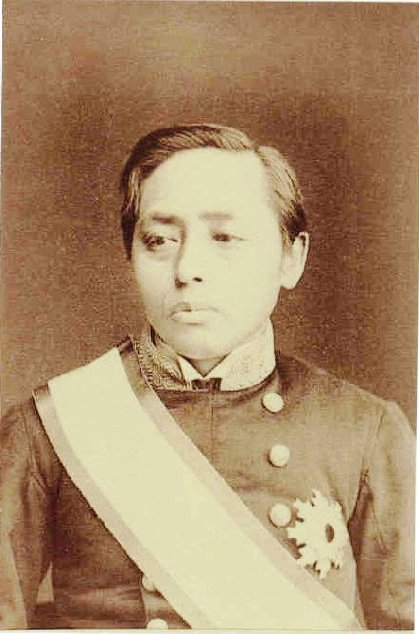
明治初期頃の山田顕義

- 「軍とは何のためにあるか。帝室を守衛し人民を安全にするためである。しかし他にも、国には法があり律があり、教育の道がある」[注 8]
- 「欧米諸国の国法と我人民慣習の法とを斟酌し国法の条目を審議し、国法に依り以て国律を確定すべし」[注 9]
- 「英雄は死す。されど凱旋門は残る。英雄の名声と遺産によって、市民はその豊かさを享受する」[注 10]
- 「兵は凶器なり」[注 11]
- 「法律は軍事に優先する」[注 12]
- 「生きた。闘った。使命を全うした。人生に悔いはない」[注 13]

## 評価
- 高杉晋作
  - 高杉晋作が亡くなる時に、「奇兵隊を引き継ぐ人物は？」と問われて、晋作が名を挙げたのは、大村益次郎であった。しかし、大村は元々村医者だったため「その次は？」と問うと「山田市之允」と答えたという。この時、山田顕義はまだ23歳の青年であった。
- 西郷隆盛
  - 小柄で童顔だった山田に対して西郷は「よか稚児」と残している。
  - 「神算鬼謀の将」
  - 「あの小わっぱ（小童）、用兵の天才でごわす」
  - 「用兵の妙、神の如し」
- 桐野利秋 「官軍の将校輩畏るるに足るものは一人も居ないが、独り空齋（山田）だけは神出鬼没測り知ることが出来ない。彼の技量は我等戊辰の際に於いて之れを熟く知って居る。今幸か不幸か旗鼓相見ゆるを得る次第だ。我輩と一快戦を試みる者は正に彼空齋あるのみ」[40]
- 原田指月 「山田さんは背丈の低い、小振りの男だった。口髭も何もない。年齢未だに三十にもならぬ明治五六年頃、既に陸軍少将に昇進し、欧州を遊歴した。欧州人はこの少年らしい山田さんを見て驚いた。『一体日本には少年の将官がありますか』と山田さんを捕えて問うたそうな」[41]

## 幼少期のエピソード
- 庭の木に登って小便をしていたら母親に命中した[7]。
- 塾の帰りに遊んでいたら、武士の命である自分の刀を忘れてしまった[7]。

## 山田顕義を扱った作品

### 小説
- もりたなるお『抵抗の器―小説・山田顕義』文藝春秋、1987年9月。
- もりたなるお『後生畏るべし』講談社、1989年8月。
- 『志士の肖像』二版目、文庫発行
  - 早乙女貢『志士の肖像』東京新聞出版局、1989年10月。
  - 早乙女貢『志士の肖像』集英社文庫、1995年4月。
- 『剣と法典―小ナポレオン山田顕義』二版目、文庫発行
  - 古川薫『剣と法典―小ナポレオン山田顕義』文藝春秋、1994年11月。
  - 古川薫『剣と法典―小ナポレオン山田顕義』文春文庫、1997年12月。
- 秋山香乃『獅子の棲む国』文芸社、2002年11月。
- 秋山香乃『五稜郭を落した男』文芸社、2004年3月。
- 秋山香乃『山田顕義－法治国家への歩み』萩市(萩ものがたり)、2006年10月。
- 佐藤三武朗『日本巨人伝山田顕義』講談社、2011年1月。
- 逸見鵜映『世界見物いたしたく候』郁朋社、2016年7月。ISBN 978-4-87302-626-8。

### テレビ番組
- 明治の群像 海に火輪を（1976年、NHKドキュメンタリードラマ、演者：依田英助）
- 花神（1977年、NHK大河ドラマ、演者：武田洋和）
- 五稜郭（1988年、日本テレビ年末時代劇スペシャル、演者：石橋正次）
- 知られざる幕末の志士 山田顕義物語（2012年1月2日、毎日放送制作・TBS系列28局ネット 主演：（青年期）山田涼介(Hey! Say! JUMP)、（壮年期）渡哲也）
- 花燃ゆ（2015年、NHK大河ドラマ、演者：達淳一）